# Assur-bel-kala

Assur-Bel-Kala, roi d'Assyrie de 1075 à 1057 av. J.-C. Il fut le contemporain du roi babylonien Marduk-sãpik-zêri avec qui il signa un traité de paix.
Ce traité semble inspiré par la menace croissante des tribus araméennes.